# Kaapo Kähkönen
Kaapo Kähkönen, född 16 augusti 1996, är en finländsk professionell ishockeymålvakt som är kontrakterad för Montreal Canadiens i National Hockey League (NHL). Kähkönen draftades av Minnesota Wild i fjärde rundan som 109:e totalt vid NHL Entry Draft 2014 och har tidigare spelat i NHL för San Jose Sharks, New Jersey Devils och Colorado Avalanche.